# Polyjodidy
Polyjodidy jsou třídou polyhalogenových iontů složenou pouze z atomů jodu. Nejběžnějším členem této třídy je trijodidový iont (I −
3 ). Mezi další známé větší polyjodidy patří [I4]2−, [I5]−, [I6]2−, [I7]−, [I8]2−, [I9]−, [I10]2−, [I10]4−, [I11]3−, [I12]2−, [I13]3−, [I14]4−, [I16]2−, [I22]4−, [I26]3−, [I26]4−, [I28]4− a [I29]3−. Všechny je lze považovat za produkty reakcí I−, I2 a I −
3 .

## Příprava
Polyjodidy lze připravit přidáním stechiometrického množství I2 do roztoku obsahujícího I− a I −
3  za přítomnosti velkých protikationtů pro jejich stabilizaci. Například KI3·H2O lze krystalizovat z nasyceného roztoku jodidu draselného po přidání stechiometrického množství I2 a ochlazení.

## Struktura

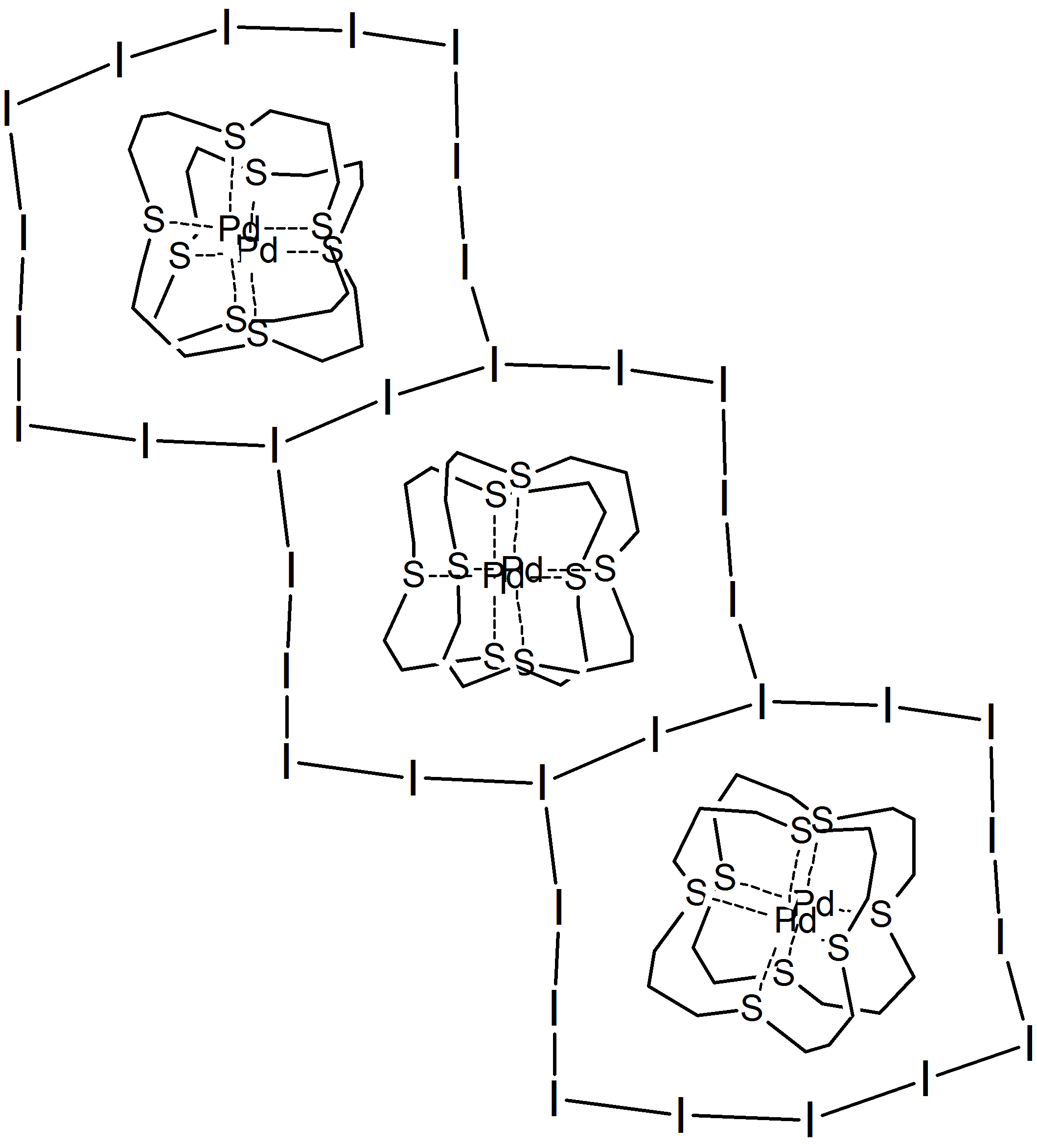
14členné kruhové pole atomů jódu v [([16]anS_{4})PdIPd([16]anS_{4})][I_{11}

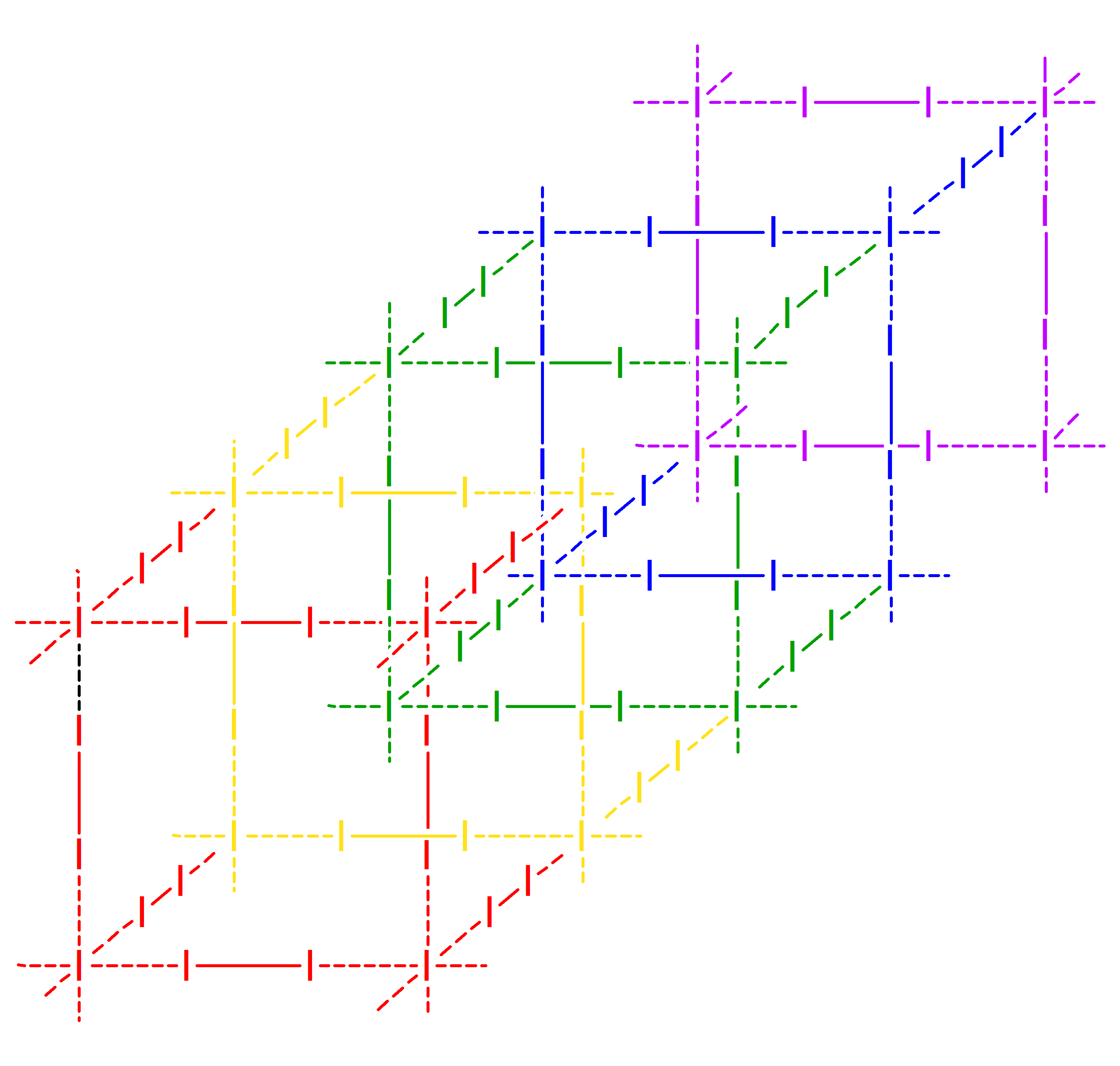
Primitivní kubická mřížka jodidových iontů spojených molekulami I_{2}, přítomná v [Cp*_{2}_{4}[I_{26}

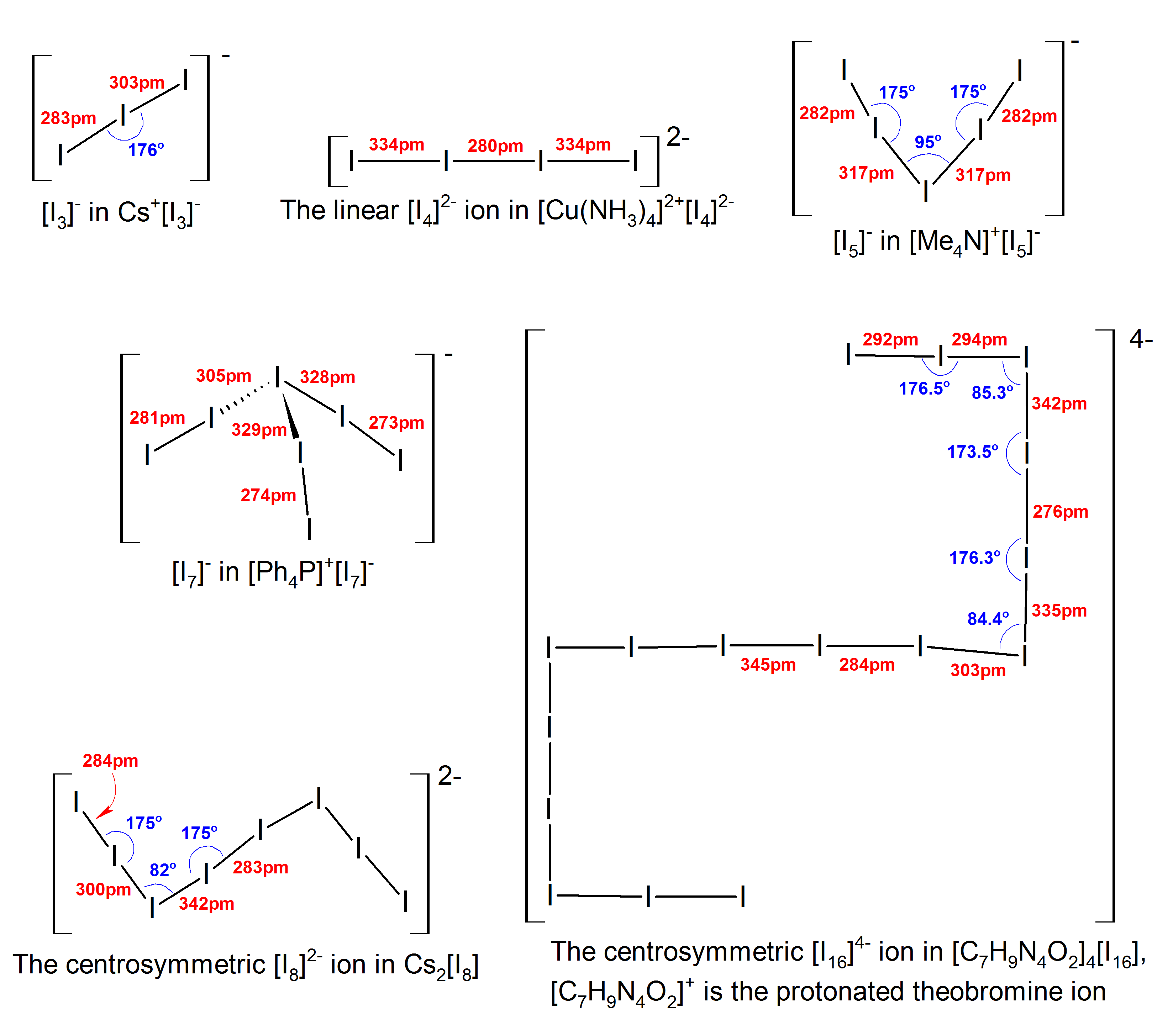
Struktura některých polyjodidových iontů

Polyjodidy mají rozdílné struktury. Většinou je lze považovat za asociace I−, I2 a I −
3 . Diskrétní polyjodidy jsou většinou lineární. Složitější dvou- nebo trojrozměrné struktury řetězců a klecí jsou tvořeny, když ionty vzájemně spolu interagují, přičemž jejich tvary silně závisejí na jejich protikationtech. V následující tabulce jsou uvedeny polyjodidové soli, které byly strukturně charakterizovány, spolu s jejich protikationty:
| Aniont  | Protikationt                       | Popis struktury |
| ------- | ---------------------------------- | --- |
| [I2]−   | Na(C3H6O) + 3                      | lineární |
| [I3]−   | Cs+, (C4H9)4N+                     | lineární |
| [I4]2−  | [Cu(NH3)4]2+                       | symetrické lineární pole atomů jodu |
| [I5]−   | [EtMe3N]+                          | tvar V s polymerními vrstvami |
| [I5]−   | [EtMePh2N]+                        | tvar V s izolovanými ionty [I5]− |
| [I6]2−  | [NH3(CH2)8NH3]2+                   | skoro lineární |
| [I7]−   | [Ag(18anS6)]+                      | aniontová síť odvozená z primitivní romboedrické mřížky jodidových iontů přemostěných molekulami I2                                              |
| [I8]2−  | [Ni(phen)3]2+                      | pravidelné aniontové tvary, lze je popsat jako [I − 3 ·I2·I − 8 ] nebo [I − 3 ·I − 5 ]                                                           |
| [I9]−   | [Me2iPrPhN]+                       | 14-členné kruhy spojené dvěma můstky I2, vznikají 10členné kruhy                                                                                 |
| [I9]−   | [Me4N]+                            | neoktaedrické, zkroucené úspořádání "h" I2 a I − 3 jednotek                                                                                      |
| [I10]2− | [Cd(12-crown-4)2]2+ Theophyllinium | zkroucený kruh se dvěma jednotkami I − 3 spojenými dvěma molekulami I2                                                                           |
| [I11]3− | [(16anS4)PdIPd(16anS4)]3+          | 14členný kruh (9,66 × 12,64 Å) okolo komplexního aniontu, přičemž kruhy se dále propojují za vzniku nekonečné 2D struktury                       |
| [I12]2− | [Ag2(15anS5)2]2+                   | rozšířená 3D spirální nádstavba podporovaná vazbami Ag-I a slabými interakcemi I···S                                                             |
| [I12]2− | [Cu(Dafone)3]2+                    | planární |
| [I13]3− | [Me2Ph2N]+                         | klikaté řetězce I− a I2 |
| [I14]4− | 4,4′-bipyridinium                  | dvojitý hák (I − 3 ·I2·I−·I2·I−·I2·I − 3 ) |
| [I16]2− | [Me2Ph2N]+                         | středově symetrické uspořádání [I − 7 ·I2·I − 7 ]                                                                                                |
| [I16]2− | [iPrMe2PhN]+                       | anion tvoří 14členné kruhy propojené molekulami I2, které se dále spojují do vrstev s 10- a 14člennými kruhy                                     |
| [I22]4− | [MePh3P]+                          | dvě jednotky [I5]− tvaru L spojené molekulou I2 a doplněné dvěma koncovými [I5]− skupinami                                                       |
| [I26]3− | [Me3S]+                            | skládá se z iontů [I5]− a [I7]− s interkalovanými molekulami I2                                                                                  |
| [I26]4− | Cp*2Fe+                            | aniontová síť odvozená z primitivní kubické mřížky postavené z I− iontů s I2 můstky na všech hranách a systematicky odstraňující 1/12 molekul I2 |
| [I29]3− | Cp2Fe+                             | aniontová 3D klencová struktura [{(I - 5 )1⁄2·I2}·{(I 2- 12 )1⁄2·I2}·I2], s ionty [Cp2Fe]+ interagujícími s anionty v kavitách                   |
| [I∞]δ−  | Pyrroloperylene+•                  | nekonečný polyjodidový homopolymer |

## Reaktivita
Sloučeniny polyjodidů jsou obecně citlivé na světlo.
Trijodid I −
3  podléhá unimolekulární fotolýze. Polyjodid byl využit ke zlepšení škálovatelnosti při syntéze perovskitu, který byl využit ve fotovoltaických článcích.

## Vodivost
Polyjodidové sloučeniny v pevném stavu s lineárním řetězcem vykazují zvýšenou vodivost, než jiné jednoduché jodidy. Vodivost může být výrazně změněna vnějším tlakem, který mění meziatomové vzdálenosti mezi jodovými částmi a rozložení náboje.